# Mezmerize
Mezmerize е четвъртият албум на американската метъл група System of a Down, издаден през 2005. Това всъщност е само първата част от замисления първоначално като двоен албум Mezmerize/Hypnotize. Албумът съдържа 11 песни, една от които представлява едноминутно интро. Песните в сравнение с предните записи на групата са доста по-мелодични и с множество чисти вокални партии и хармонии (изключение е само парчето Cigaro и донякъде B.Y.O.B.), в които осезаемо участие взима и китаристът на групата Малакиан. Финалното парче Lost in Hollywood е първата песен на System of a Down, в която Малакиан е водещ вокалист. Текстовата насока отново е със силна социална и политическа насоченост и остро критикува най-вече политиката и културата на САЩ.

## Песни
1. Soldier Side – 1:03
2. B.Y.O.B. – 4:15
3. Revenga – 3:48
4. Cigaro – 2:11
5. Radio/Video – 4:09
6. This Cocaine Makes Me Feel Like I'm on This Song – 2:08
7. Violent Pornography – 3:01
8. Question! – 3:20
9. Sad Statue – 3:25
10. Old School Hollywood – 2:56
11. Lost in Hollywood – 5:20

## Сингли
- B.Y.O.B. (2005) – съдържа още live-изпълнения на песните Forest и Prison Song от албума Toxicity, както и на Sugar от албума System of a Down.
- Question! (2005) – още live-изпълнения на Prison Song и Forest, както и концертно видео на Question.

## Музиканти
- Серж Танкиан – вокали, кийборд
- Дарън Малакиан – китари, вокали
- Шаво Одаджиан – бас китара
- Джон Долмаян – барабани

## Персонал
- Рик Рубин – продуцент
- Анди Уолъс – смесване
- Стийв Сиско – асистент смесване
- Джо Пелусо – асистент смесване
- Владо Мелър – мастеринг
- Дейв Шифман – записи
- Филип Брусаард – асистент записи
- Марк Ман – струнни аранжименти
- Брадън Ашер – продукция координатор
- Линдзи Чейс – продукция координатор
- Бранди Флауър – дизайн
- Вартан Малакиан – обложка
- Джейсън Ладер – едитинг
- Дейна Нийлсен – едитинг
- Джон О'Махони – дигитален едитинг